# Sundbybergs köping
Sundbybergs köping var en tidigare kommun i Stockholms län.

## Administrativ historik
Köpingen bildades den 1 januari 1888 (enligt beslut den 1 oktober 1886) genom en utbrytning  ur Bromma landskommun av hemmanen 1 och 3/4 mantal Sundbyberg samt 1/4 mantal Lilla Alby nummer 2 (hemmanet även kallat Råsten) samt på dessa hemman liggande lägenheter och järnvägsområden, vilka låg nordväst om Bällstaviken och Bällstaån. Lilla Alby nummer 2 hade överförts till Bromma landskommun från Solna landskommun den 1 januari 1885 (enligt beslut den 6 juni 1884). Sundbybergs köping bildade den 1 januari 1888 också ett eget fattigvårdssamhälle.
Köpingen ombildades 1 januari 1927 (enligt beslut den 23 september 1926) till Sundbybergs stad som i samband med kommunreformen 1971 ombildades till Sundbybergs kommun.

### Kyrklig tillhörighet
Köpingen tillhörde i kyrkligt hänseende Bromma församling fram till 1 maj 1909, då köpingen utbröts till en egen församling: Sundbybergs församling.

## Köpingvapen
Sundbybergs köping förde inte något vapen.

## Geografi
Sundbybergs köping omfattade den 1 januari 1911 en areal av 1,52 kvadratkilometer, varav allt land.